# Туйон (хімія)
Туйон — це монотерпен (назва за номенклатурою ІЮПАК: 1-ізопропіл-4-метилбіцикло[3.1.0]гексан-3-он) — кетон похідний терпеноїдів, речовина без забарвлення з запахом, схожим до ментолу.
Може перебувати у двох стереоізомерних формах — (+)-5-туйон або α-туйон та (−)-5-туйон або β-туйон

## Історія
Туйон був невідомою хімічною речовиною, поки абсент не став популярним у середині 1800-х років. Доктор Валентин Маньян, який вивчав алкоголізм, випробував чисту олію полину на тваринах і виявив, що вона викликає епілептичну реакцію, відмінну від звичайного алкоголю. Виходячи з цього, припускали, що абсент, який містить невелику кількість масла полину, небезпечніше звичайного алкоголю. Згодом було виділено туйон як причину цих реакцій. Маньян продовжив дослідження 250 осіб, які зловживали алкоголем, зазначивши, що ті, хто пив абсент, мали епілептичні напади та галюцинації. У світлі сучасних доказів ці висновки є сумнівними та, ймовірно, базуються на поганому розумінні інших хімічних речовин і хвороб і були затьмарені вірою Маньяна в те, що алкоголь і абсент «вироджують» французьку расу.
Після заборони абсенту дослідження припинилися до 1970-х років, коли журнал Nature опублікував статтю, в якій порівнював молекулярну форму туйону з ТГК, і припустив, що він так само діє на мозок, породжуючи міф про те, що туйон є каннабіноїдом
Нещодавно, після Директиви Європейської Ради № 88/388, яка дозволяє певні рівні туйону в продуктах харчування в ЄС, були проведені вищеописані дослідження, які виявили лише мінімальні рівні туйону в абсенті.